# Stemmocrypta antennata
Stemmocrypta antennata Štys, 1983, è un insetto dell'Ordine dei Rhynchota Heteroptera, compreso nella superfamiglia dei Dipsocoroidea. La specie è l'unica del genere Stemmocrypta e della famiglia Stemmocryptidae, entrambi descritti da Štys.

## Morfologia
L'adulto ha un corpo lungo circa 2 mm, stretto e allungato e appiattito in senso dorso-ventrale, di colore bruno.
Il capo ha antenne di 4 articoli,  con ocelli ubicati dietro gli occhi, presso il margine posteriore. L'apparato boccale, di tipo pungente-succhiante, è diretto anteriormente ed ha rostro composto da 4 segmenti.
Il torace ha il pronoto di forma subtrapezoidale, poco più largo del capo. Le ali sono ben sviluppate. Quella anteriore è interamente membranosa, con venulazione semplificata e senza delimitazione fra corio e clavo. Sono evidenti due fratture, una longitudinale, una trasversale, decorrente dal margine costale. In posizione di riposo, le ali si dispongono orizzontalmente sovrapponendosi a vicenda, senza formare la tipica commissura clavale ricorrente nella maggior parte degli Eterotteri. Le zampe sono brevi, con tarsi composti da tre articoli ad eccezione dei tarsi anteriori delle femmine, composti da due segmenti. Il metatorace è provvisto di una ghiandola odorifera.
L'addome dei maschi presenta gli uriti VIII e IX e le armature genitali asimmetrici.

## Biologia e diffusione
La specie è endemica della Nuova Guinea e non si conosce la sua biologia. Si ritiene che sia predatrice e che, per la morfologia delle zampe, incapace di saltare.